# Egyszülős Központ
Az Egyedülálló Szülők Klubja Alapítvány által működtetett budapesti Egyszülős Központ 2018 májusában nyitotta meg kapuit. A központban a már online létező szolgáltatásokat személyesen is el lehet érni, ezek mellett számos egyéb program és lehetőség számára is helyet biztosít.
Az Egyszülős Központ tevékenységének egyik része maga a praktikus segítségnyújtás – az alapítványhoz fordulók 2005 óta, a kezdetektől ingyenes jogi, pszichológusi, gyerekpszichológusi valamint mediációs segítséget kaptak online formában, ezt a központban már személyesen is meg tudják kapni. Az egyéni konzultációk mellett a pszichológusok olyan csoportos segítséget is nyújtanak, amely célzottan nyújt támogatást – pl. gyászcsoport, konfliktuskezelés, leválás stb. - a szülők és a gyerekek számára is.
Fontos, hogy a válófélben lévő vagy a párjukat éppen elvesztett szülők egy teljes “információs csomagot” kapjanak az aktuális tennivalókról és ne nekik kelljen az egyébként is rendkívül nehéz helyzetben az egyszülőssé válás gyakorlati folyamatát kitalálniuk és megoldaniuk – a központban ehhez is segítséget kapnak.
A központban közösségi iroda működik, ahol munkavállaláshoz, ügyintézéshez kapnak segítséget a szülők munkahellyel, tárgyalóhasználattal, szkennelési, fénymásolási és nyomtatási lehetőséggel.
A szülők képzéseket, továbbképzéseket, a gyerekek ingyenes korrepetálást, különórákat vehetnek igénybe.
Nyáron napközis és ottalvós táborokat szerveznek egyszülős családban nevelkedő gyerekeknek és az alapítvány szervezi az Erzsébet-táborokban nyaraló egyszülős gyerekek jelentkezését.
A központban inkubációs program működik kezdő vállalkozóknak: a kávézóban és a játszóházban olyan vállalkozókat támogatnak, akik most kezdik a vállalkozásukat. Ehhez ingyenes mentori támogatást kapnak, ezenkívül ingyen biztosítják számukra a helyet és ennek működtetését. Ezeket a vállalkozókat pályázat útján választották ki.
Az összes program alatt a szülők a játszóházban hagyhatják a gyerekeket.
Az Egyszülős Központ nemcsak egyedül nevelő szülőknek szervez programokat: fontos küldetésük a prevenció kétszülős családok részére, ezenkívül mozaikcsaládoknak és a különélő szülők számára is nyújtanak szolgáltatásokat. A gyereknek rendkívül fontos, hogy mindkét szülő benne maradjon az életében, ha erre van lehetőség. Ezért olyan hétvégi programok is szerepelnek a központ kínálatában, ahol kifejezetten a “hétvégi szülőkkel” lehet együtt a gyerek.
A segítség másik része a közösségépítés. Az egyedül nevelő szülők legnagyobb problémája az elmagányosodás, az izoláció. Ennek oldására olyan közösségek épülnek, ahol a szülők kérhetnek és adhatnak is segítséget és a hasonló élethelyzetben lévő szülők egymást támogatva tudják megerősíteni azt a hátteret, amelyben a gyerekeiket nevelik.
Előadásokon, közösségi programokon, rendezvényeken vehetnek részt és a központban zajlik az a közösségépítési folyamat, amelyben az önkéntes közösségeknek segítenek abban, hogy sokkal nagyobb létszámban és hatékonysággal épülhessenek fel.
A központban kávézó is működik, ahol pihenni, találkozni, beszélgetni lehet.
Az alapítvány a civil szervezeteknek is igyekszik segíteni, így havonta egyszer pályázati útján termet, infrastruktúrát stb. biztosít ezeknek a szervezeteknek, hogy könnyebben tudják vinni a civil élet mindennapjait.
A Központ nyitásának alkalmából az Egyedülálló Szülők Klubja Alapítvány örökbe fogadta a Fővárosi Állatkert egyik pingvinjét, Kamillát, aki egyúttal a központ kabalájává is vált.